# John Niederhauser
Pour les articles homonymes, voir Niederhauser.
John S. Niederhauser, né le 27 septembre 1916 à Seattle  (État de Washington) et mort le 12 août 2005 né à Seattle (Washington), est un scientifique américain qui reçut en 1990 le Prix mondial de l'alimentation en reconnaissance de son action en vue d'augmenter la production de la pomme de terre et améliorer sa productivité et sa résistance aux maladies et notamment au mildiou. Grâce en partie à son action, la pomme de terre occupe de nos jours le quatrième rang mondial des aliments de base, juste après le blé, le riz et le maïs.
Durant ses presque soixante ans de carrière dans l'agriculture internationale, il fut reconnu internationalement comme « Mr. Potato » (Monsieur pomme de terre) pour ses contributions en tant que chercheur, éducateur, inspirateur et coopérateur dans les programmes de développement de la pomme de terre et pour ses innovations et réalisations dans l'approvisionnement alimentaire du monde,.